# معايرة كارل-فيشر

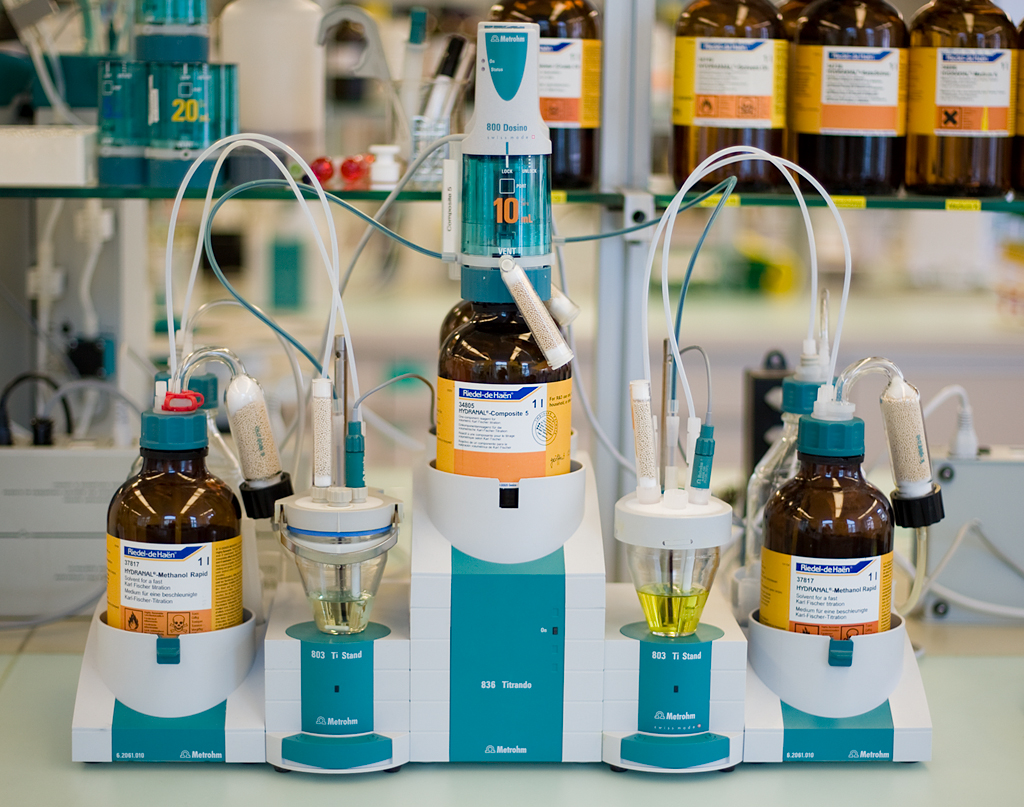
Karl Fischer Titrator

طربقة كارل فيشر في التحليل الكيميائي، هي طريقة لتعيين كمية الماء عن طريق المعايرة الكيميائية.
ابتكر الكيميائي الألماني كارل فيشر هذه الطريقة لتعيين كمية الماء في عينة عندما كان يعمل لدى شركة «لازار إيدلينو» في عام 1935 . منذ ذلك الحين وأصبحت تلك الطريقة التي تمسى أحيانا «معايرة كارل فيشر» تكتب في كتب الصيدلة.

## النظرية
طريقة معايرة كارل فيشر تختص بتعيين كمية الماء في عينة. وكانت في الأصل معايرة الماء بواسطة محلول
ميثانول خالي من الماء، ويكون كمحلول منظم يحتوي على اليود وثاني أكسيد الكبريت وبيريدين زائد. الطريقة الحديثة تعتمد على محلول يحتوي على مواد أخرى أقل خطرا من البيريدين. فقد أستخدم الكيميائي «أويجين شولتز» في عام 1982 مادة إميدازول وبهذا توصل إلى طريقة سريعة ومتقنة للتحليل. وتتحدد سرعة التفاعل بين قيم باهاء pH 5,5 - 8 . وبالتالي يستخدم المحلل الكيميائي موادا قاعدية مثل الإميدازول لعينات تكون حمضية، أو يستخدم موادا حمضية مثل حمض الساليسيليك لتحليل العينات القاعدية. وتعرض في الأسواق محاليل فعالة تتكون من مركب واحد أو من مركبين. كما يمكن استبدال الميثانول بكحليات أخرى تعمل على استقرار عملية المعايرة.
تعتمد نسبة الهيدروجين إلى اليود (H2O:I2) على نوع مادة المذيب. المذيبات التي تحتوي على كحوليات تؤدي إلى نسبة هيدروجين إلى اليود H2O:I2 بنسبة 1:1, بينما المذيبات الخالية من الكحول تؤدي إلى نسبة هيدروجين إلى اليود 1:2 . كما تؤثر كمية الماء في العينة على النسبة المولية. ولكن ذلك يظهر عند نحو 1 مول/لتر لمحلول المذيب.

## التفاعل الكيميائي
من أهم خصائص طريقة كارل فيشر أن ثاني أكسيد الكبريت واليود يتفاعلان مع بعضهما البعض في وجود ماء. وفي غيات الكحول يتم التفاعل التالي:
{\displaystyle \mathrm {2\,H_{2}O+SO_{2}+I_{2}\longrightarrow SO_{4}^{2-}+2\,I^{-}+4\,H^{+}} }
فإذا كان الميثانول موجودا فإنه يكوّن مع ثاني أكسيد الكبريت، يكوّن إستر حامضي الذي يتعادل بتفاعله مع قاعدة مثل إميدازول (نرمز له „RN“):
{\displaystyle \mathrm {CH_{3}OH+SO_{2}+RN\longrightarrow (RNH)\cdot (CH_{3}OSO_{2})} }
وعند إجراء المعايرة حيث نقيس سائل اليود أثناء إضافته إلى الميثانول يتاكسد أنيون سلفيت الميثيل في وجود الماء بواسطة اليود إلى أنيون كبريتات الميثيل. ويتحول لون اليود البني إلى عديم اللون:
{\displaystyle \mathrm {(RNH)\cdot (CH_{3}OSO_{2})+I_{2}+H_{2}O+2\,RN\longrightarrow (RNH)\cdot (CH_{3}OSO_{3})+2\,(RNH)\cdot I} }
خلال تلك العملية يستهلك الماء، أي أن التفاعل يسير حتى يستهلك جميع الماء الموجود.
وعندما يستهلك الماء يتوقف اختزال اليود. ويظهر اللون البني لليود مرة ثانية وهذا يبدي أن تفاعل تعيين الماء قد تم.
 عملياً يفضل قياس إتمام التفاعل بطريقة كهربائية باستخدام بيأمبيرومتري Biamperometry حيث انها أشد حساسية للتفاعل.
في طريقة المعايرة الكهربائية «لطريقة كارل فيشر» ينشأ اليود اللازم للتفاعل بواسطة الأكسدة المصعدية (الأنودية). ويكون للأجهزة المستخدمة إثنين من الأقطاب:
- القطب الأول (قطب العمل) عنده ينشأ اليود (وهنا تقاس الشحنة «المستهلكة»)،
- القطب الآخر وهو قطب القياس، وهو يقيس مقدار استهلاك اليود الناشيء من التفاعل الموصوف أعلاه أو يبقى في المحلول (علامة على انتهاء التفاعل). وتحتاج أجهزة الطريقة الكهربائية موادا خاصة للتفاعل.

## اقرأ أيضا
- تحليل حجمي حراري
- تفاعل بنزن